# Балин (станция)
Балин (укр. Балин) — железнодорожная станция в Украине, находится в Каменец-Подольском районе Хмельницкой области.
Станция Балин относится к Жмеринскому отделению Юго-Западной железной дороги.
Грузовые операции проводимые на станции Балин: приём и выдача грузов повагонными и мелкими отправками, только на подъездных путях и местах необщего пользования.